# 金川真大
金川眞大（日语：かながわ まさひろ，1983年—2013年2月21日），日本的连环杀人犯。2008年3月，连续两次行凶，杀死两人，致使七人受伤。2009年12月18日被判处死刑，2010年1月5日上訴駁回，死刑確定。2013年2月21日被執行死刑。

## 早期生活
金川真大於1983年10月13日出生、2013年2月21日法務省（法務大臣：谷垣禎一）發布死刑執行命令後於收監處・東京拘留所中被執行死刑。
金川真大(後簡稱K)的一家，父親（事件當時為外交史料館課長補佐）、母親（兼職者）、K、大妹、二妹、弟弟的6人家庭。兒童時期父親因為工作狀況，先後在上海和新奧爾良生活。小學時通請就讀於横浜市内的公立學校，這個時候開始父的工作變得越來越忙以至於跟家庭接觸磨合的時間變得很少，因此養育小孩的責任幾乎降臨在母親的身上。即使如此父親在孩子們還小的時候都非常的疼愛，六日也幾乎會撥出時間都跟孩子們互動，對於孩子們的學習以及生活紀律也都十分嚴格。K在成長到小學三年級時就開始出現學期預期不如父親實際期待的狀況，K在小學六年級得到的學習評價是「即使已經非常努力了，在期限內的學習狀況依然有限」。
另一方面母親與父親的教育方式不同，著重於她自稱所謂的「獨立生存的能力(人間力)」。小學五年級時搬到了土浦市，中學時代K的個性溫和,沒有出現顯著的叛逆期，高中就讀於鄰近的私立霞之浦高等学校，並加入了弓道社，他非常的認真練習，從一個新手變成了整個社團的第二把交椅，高二時還參加過全國弓道大會。這時候開始K的心理狀況出現了變化。二年級夏天開始對於超自然現象現了極高的興趣，時常在冥想室內禪坐或是冥想，當年在前往沖繩縣的修學旅行的感想文中，出現了對於人類強大的敵意的內容，當時修學旅行的負責人命令他修改文章，但是K修改完的文章還是據有部分的衝擊內容。當負責人質問K時，K只是回答道：「我只是順著心意寫出來罷了」。
這時，K從父親那邊得到了一本書『與兒童的哲學對話』（永井均）。本書對於一些常識保持著疑惑，而用其他角度觀察著這個世界，是一本內容有趣的書籍，可是K誤解此書而得到了扭曲的想法，出現了「為了被判死刑而殺人(為了自殺)」念頭。
高三時，他希望可以朝私立大學文組的方向作為升學的希望。即使他也朝這個方向十分努力而不斷學習，但是到了九月又突然說出了「突然變得對大學毫無興趣」的說詞，希望休學就職。在老師的介紹下應徵了市內的一間和菓子公司，預約了面試還有參觀工廠的行程。但是面試結果卻令K感到巨大的挫折感，因此對當時介紹他的那位老師感到十分不滿。此後，雖然最後他果然被公司給拒絕錄用了，但是他總是說：「我是自己拒絕了面試」。後來，因為K已經對大學失去興趣，在學習方面也很隨便導致高中畢業應該要得到的成績沒有達標，老師希望K以提交報告的方式證明K得能力是足夠此學歷的，可是K卻自暴自棄的回覆：「沒有畢業也沒有關係」，即使母親勸說也無法解決，最後是弓道部的朋友勸說下他才改變想法，答應了交出老師需要的報告。這時K的自尊心與現實生活出現了巨大的落差感，因此陷入了苦惱。他認為畢業都畢業的這麼辛苦了，老師推薦的工作也沒有錄取，K對朋友說出了自殺的願望。
高中畢業後他沉迷在電視遊戲和漫畫中。同時他的大妹跟小弟也都休學了，母親對孩子的教育也出現了迷惘，父親又常常忙碌於工作導致沒有關注家庭的事情，對於K要就職、升學還是畢業了甚至他發生了這一系列對生命感到迷惘的事情，也沒有跟妻子說甚麼具體的建議。讓妻子默默的承受這一切。他們兄弟姊妹間已經到了完全沒有對話的狀況，大妹因為不願意聽到媽媽的聲音而對媽媽只進行筆談。K因為避免跟家族成員見面而獨自吃飯。
之後K為了買電動玩具的小錢而開始打工，一拿到錢就辭職，一天算一天的這樣度過。他在工作時的評價都還算不錯。2003年8月他還在關東地區的遊戲比賽中獲得了優勝。不過K已經失去了活著的目標，只是行屍走肉的活著，再次出現了自殺的想法。他確認了以被判死刑最為目標而殺人，但要確實被判死刑，就要殺兩個人以上，因為在日本殺一個人也未必會被判死。他下定決要要犯案的日期大約在2008年1月16日父親退休之前，他辭職了便利超商的打工。數日後在住家附近的五金店買了庖丁，並在網路上購得一把野外生存用刀，還在百貨公司買了一個背包。即使如此他還是領出了40萬日圓作為逃亡基金，還買了變裝用的西裝和領帶。
最初的殺人計畫，他要先殺了他比較不喜歡的大妹，之後再襲擊附近的學校。3月17日，他從兩部行動電話在社交軟體上發出了犯案聲明。18日決定犯案，但是一早起來就發現妹妹早就出門了，所以他決定延後他的殺人計畫到隔日。

## 連續殺人

### 第一次的殺人事件
3月19日，這一天K一早起來也沒有看到妹妹，所以他決定直接襲擊小學，他騎著腳踏車向小學前進，但此時小學剛好是結業式，有許多的大人在現場，因為擔心失敗而作罷。K認為附近的國中和高中也都同樣是結業式而沒有前往，於是他再開始在住宅的街道上尋找目標，他隨機找上了一間住宅按下了門鈴，向走出來的男人(72歲)說明想借用一下打氣機來幫輪胎補氣，當男人轉頭回去拿拿打氣機時，K從背後用庖丁刺殺了他。K慌張地從原路徒步逃走，由於衣服沾上了血而決定先逃回了家中，但是腳踏車遺留在現場附近，原本有打算跑回現場取回，但因為聽到了救護車的警鈴聲而放棄了。當時K很喜歡OZ魔法使中OZ的標誌，原本他決定要在連續殺人的現場下留下這個記號，但是他在殺第一個人的時候太緊張忘記了，所以他在自己的房間裡用紅筆在牆上畫下了這個標記。在殺了兩個人之前要避免被逮捕，他在自家換了衣服之後從荒川沖車站搭乘常磐線前往東京，他在秋葉原的理髮店中剃了小平頭，然後住入了一間商業旅館。當天晚上他心想著白天被他刺傷的那位老人，想著要是他死了就好了。
而白天那位被害者的女兒馬上就就報了警，警方依照現場遺留的腳踏車確定了嫌犯，警員往K家搜查，發現了沾血的血衣還有牆上的OZ標誌，又發現了他在先前在電話發出的犯案聲明而鎖定了K，並且從母親的那邊得到了K的電話，並請還在打工中的弟弟連絡K，K因為怕警察找上門而關掉了電源，因此沒有接通，警察要求提供K的照片，結果家中居然沒有K近期的照片，唯一的照片是6年前高中畢業典禮時留下的。
3月20日，K穿上了西裝走上了電玩店並買了當日發行的新遊戲，在旅館玩了一整天，玩到很累了，所以沒有馬上出現殺人的念頭。21日母親發了一封擔心他的安全的信件給了K，K回寄了一封挑釁警察的信件。這封讓信件警察認為K是一個高度危險的人，因此警察當日發出了通緝令。警察掌握了這六年間K的動向，從他兩年前在便利超商打工時的照片得到了比較近期的照片。K在經過秋葉原時，從新聞上看到自己被通緝的新聞。22日，原本他決定沿著常盤線從常陸野牛久站到荒川沖站之間的路程用步行的方式沿路襲殺路人，但因為此路上人煙稀少沒有行人可以殺而放棄，當日他接到了警察的電話，K挑釁警察並說道：「快點抓到我啊」。之後他決定往小後待過的橫濱移動，結果因為當日橫濱沒有空的旅館而放棄，打算過幾日再前往。當晚K住入了神田的一家酒店時，不小心寫下了真名，K覺得自己快要被抓了，因此決定不管怎麼樣明天一定要殺多一點人，修改了原先的殺人計畫。

### 第二次的殺人事件(土浦連續隨機殺人事件)
3月23日，K決定在一個「人不多也不少，而且大家都知道的地方」做案，這地點便是離他最近的荒川沖車站。他穿上了黑色的上衣還有黑色的針織帽，在中午前11點時，從車站西出口往東出口沿路襲擊經過的行人，他甚至襲擊到了一個埋伏的警察，當時警察並沒有發現K，遭到了K的襲擊，因為警察自己大量失血無法逮住K，竟然讓K跑走了。在此處K襲擊了八個人(包含那位埋伏的警察)，一位路過車站居住在阿見町的27歲男性死亡，犯案後他為了自首走向派出所，途中因為體力消耗而沒有再襲擊路人。他走到了距離荒川沖地區兩百公尺外的警局自首，依現行犯被逮捕，過程中他沒有任何抵抗，這時因為他不確定自己是真的殺死了幾個人，不確定自己會不會被判死刑而感到沮喪。

## 刑事判決
被逮捕之後，K輕描淡寫地說出了「為了被判死刑才殺人」的動機。因此警察與檢察官都認為他是有刑事責任的，只是理由太過怪誕，因此還是對他進行了精神檢驗，檢驗結果K的精神狀況完全正常，可是人格異常，診斷為顯著的「自戀型人格」。9月1日水戶地方法院以謀殺罪起述了K。
K以想早一點被判死刑作為理由，拒絕了律師以迴避死刑的方式進行第二次精神檢驗，但因為距離開庭時間太近他沒有辦法解雇這位想替他求生的律師，但是到了2009年2月頃都沒有開庭。
2009年（平成21年）5月1日開庭，由水戶地方法院（鈴嶋晋一裁判長）主持，庭上K承認了所有的罪刑，被問到殺人動機時，K回答：「我沒有辦法忍受現實世界比遊戲世界無聊」。K的律師以：
- K以前看到血就會害怕，但是K在行兇時卻可以沐浴在血中，因此有確認他當時的精神狀況的必要。
- 對K來說被判死刑才是他的目標，因此判他死刑，反而失去了死刑的目的。

法官同意了律師的主張，並決定再次進行精神鑑定，之後警察官放出了死者的畫像時，K暈倒了，因此審判終止。
他的辯護律師在對記者說道關於K的人格是這麼的解釋，「就像是裡面有一位反抗期的孩子一樣」、「她不想讓人看到他弱小的一面，其實已經有在後悔了，絕對不是外面說的那種印象。」。由於K只對會不會被判死刑有興趣，他之後中斷了接受記者採訪，在此前讀賣新聞水戶分局曾經帶著他的後輩(學弟或學妹)一同去採訪他，當時K的表情豐富，說話的語氣高昂而且相當開心，當時K的後輩告訴K他不敢相信K會做出這種事情，K只是紅著臉笑著，眼睛泛著淚水。
2009年6月19日第四回開庭時幫他進行精神鑑定的一生佐藤親次（筑波大学準教授）也一起出庭。他認為辯護律師主張的「思覺失調」說法不成立。醫生認為K對於「『殺人是不可以的』是常識」是有充分的理解的，然而對於殺人的事情還可以侃侃而談，因此沒有思覺失調的可能，是典型的自戀型人格，即使具有人格障礙還是有責任能力的，因為他依舊能分辨是非(如『殺人是不對的，但是我依然去做』)。而且鑑定中心對K進行了邏輯測驗，日常會會測驗都顯示出他與正常人認知能力相同，絕對不是精神病患者。此外，在媒體的牽線下K也曾和影山任佐（東京工業大學教授）會面過，該教授給出了以下論點：「他對於事物的理解方式與常人不同，或許是因為不敢承認自己的無能，而出現了人格扭曲」。
2009年7月3日第五回開庭，邀請了受害者家屬來陳述意見，法官引進他們時，K情緒激動，把它眼前的桌子給翻倒導致公物破壞，因此他又多得了10日監置的處份。
2009年9月3日第六回開庭，空開了第二次的精神鑑定結果，表明了他患有自戀型人格障礙。
2009年11月13日，法院進行了生死辯論，檢查側提出了死刑的請求，辯護律師則展開最後的論點：
- 對K施行死刑並沒有死刑的意義，因為他就是為了死刑而殺人，這就像是你知道有一個人是盜賊，你故意還拿錢給他。
- 對於社會上其他自殺意願者可能會出現模仿效應。
- 法律上還可以對K懲處無期徒刑，讓他用一生來贖罪並且供養遺族。
- 醫生鑑定認為他有教化可能，未必須要與世隔絕。

但是法官當場要求K對自己做最後的自我辯護時，K拒絕了並且保持沉默。
最後，2009年12月18日法官結案，水戶地方法院判定被告者K死刑，判決理由如下。
- 關於「殺人是不對的」，在被告者心中是有這個概念的，所以他是具有刑事責任的。
- 被告人的「因為對於人生沒有冀望」完全可以怪罪於被告人的自尊心作祟，他因為自尊心受創而不去跟人們建立正常關係，他已經自己放棄了生活的機會了。
- 跟被告人相同家庭的弟弟妹妹都還努力的活著，代表原因是出在他自己身上的成分大於原生家庭給他的影響。
- 高中畢業後開始自暴自棄，完全沒有看出有為了活下去而努力，可以說之所以他會有沒有所謂“沒有活下去的希望”的說法完全是自作自受。
- 即使他是為了求死而殺人，但這反而更不能夠成為減刑的理由，除此之外被告人對於死刑的執行制度不是這麼清楚的明白，絞刑也是一種相當痛苦的刑罰，伴隨著一定程度的痛苦(無麻醉)，而且也不常有提早執行的慣例。
- 被告人宣稱的殺人哲學是從一本兒童哲學書中得到的，除了文字面之外的東西其他都讀不出來(或是刻意誤解)，這樣子的人怎麼會有辦法考慮到他人的感情，因此認為被告人沒有教化的可能。

最法法官對K說：「了解他人的心情，體會他人的苦痛，是最基本的事情，你為什麼不能用同理心來考慮別人的感受呢（指被K殺死的受害者的感受），請您一定要好好的想想」。
判決之後，K在接受採訪時，他滿足的說道他被判死刑「這真是完美的勝利」，他想早一點被判死刑的願望一刻也沒有變更過，記者因為在意K是否有更生的可能性，詢問K是否願意在被判為死刑囚後依然接受訪問，K因此記下了記者的名字並將他加入在希望會面者的名單中，他的辯護律師在當天就提交上訴，可是12月28日時K撤銷了，一個禮拜後2010年（平成22年）1月5日，K被判刑死刑定奪。

## 最後的餘生
判決之後，金川真大死刑囚被移送到具有處決場的東京拘留所關押，原本移動日在判決之後的數日，但是在移動的那一天金川真大因為情緒激動呈現暴走不安的狀況，因此直到2010年5月時才將他移送成功，移送時找來了30位十分強壯的刑警來制服他，並且將他送入最上等的獨房，由於他的不安定史的拘留所總是在最大的緊戒狀態，在他隔並的單人房都是空屋，並且大規模限制他可以放入房間內的東西，為了避免K在製造一些麻煩，不管是放風還是洗澡他都是最後一個。即使拘留所中威信最高的警官想跟他好好的溝通，都遭到了K的拒絕。
在關押中，他都會請母親帶一些新聞，遊戲雜誌還有一些成人漫畫。可以看電視的時候他會選擇看動漫作品獲是運動節目。他希望提早執行死刑的姿態也沒有改變，有監獄中的教誨師想要探望他，或是人權團體的支援他都完全拒絕，並且頻繁的向法務大臣提出提早執行死刑的請願書。
案發開始的5年後2013年（平成25年）2月21日、法務省（法務大臣：谷垣禎一）發出了死刑執行命令，金川真大與奈良小一女童誘拐殺人事件的主謀、名古屋市中區榮小吃店經營者殺害事件的主謀一起被處死（死亡年齡29歲）。

## 腳註
1. ↑  . J-CASTニュース. 2008-03-24  [2019-12-16]. （原始内容存档于2020-09-29）.
2. ↑  . MSN産経ニュース. 2009-05-01  [2019-12-16]. （原始内容存档于2009-05-04）.
3. 1 2  年報・死刑廃止 (2018，第262頁)
4. ↑  読売水戸，第174頁.
5. ↑  読売水戸，第181-188頁.
6. ↑  読売水戸，第200-201頁.
7. ↑  読売水戸，第188-193頁.
8. ↑  読売水戸，第190頁.
9. ↑  読売水戸，第193-199頁.
10. ↑  読売水戸，第201-205頁.
11. ↑  読売水戸，第53-58頁.
12. ↑  読売水戸，第64頁.
13. ↑  読売水戸，第63-65頁.
14. ↑  読売水戸，第63-67頁.
15. ↑  読売水戸，第59,70-73頁.
16. ↑  読売水戸，第70,73-75頁.
17. ↑  読売水戸，第76-83頁.
18. ↑  読売水戸，第32-33頁.
19. ↑  読売水戸，第105-113頁.
20. ↑  読売水戸，第123-130頁.
21. ↑  読売水戸，第130-134,165-173頁.
22. ↑  読売水戸，第136-146頁.
23. ↑  読売水戸，第229-232頁.
24. ↑  読売水戸，第235-242頁.
25. ↑  読売水戸，第248-254頁.
26. ↑  読売水戸，第260-276頁.
27. ↑  読売水戸，第20-23,279-283頁.
28. ↑  読売水戸，第285頁.
29. 1 2  . 法務省（法務大臣：谷垣禎一）. 2013-02-21  [2017-08-10]. （原始内容存档于2017-08-10）.
30. 1 2  『中日新聞』2013年2月21日夕刊1面「3人の死刑執行 奈良女児誘拐殺人 土浦の無差別殺傷 栄のスナック強殺 第2時安倍政権で初」

## 相關案件
- 秋葉原殺人事件